# Primera División (1941/1942)
Primera División 1941/1942 był jedenastym sezonem w najwyższej klasie rozgrywek w Hiszpanii. Trwał on od 28 września 1941 do 5 kwietnia 1942. W sezonie udział wzięło 14 drużyn, rozegrano 22 kolejki. Mistrzem kraju został Valencia CF.

## Tabela
| Legenda do tabeli              |
| Mistrz                         |
| Zdobywca Copa del Rey          |
| Spadkowicz do Segunda División |

| Miejsce | Klub                | Kolejka | Wygranych | Remisów | Przegranych | Gole strzelone | Gole stracone | Różnica | Punkty |
| ------- | ------------------- | ------- | --------- | ------- | ----------- | -------------- | ------------- | ------- | ------ |
| 1       | Valencia CF         | 26      | 18        | 4       | 4           | 85             | 39            | 46      | 40     |
| 2       | Real Madryt         | 26      | 14        | 5       | 7           | 65             | 43            | 22      | 33     |
| 3       | Atlético Madryt     | 26      | 14        | 5       | 7           | 50             | 44            | 6       | 33     |
| 4       | Deportivo La Coruña | 26      | 12        | 4       | 10          | 36             | 37            | -1      | 28     |
| 5       | Celta Vigo          | 26      | 11        | 6       | 9           | 53             | 58            | -5      | 28     |
| 6       | Sevilla FC          | 26      | 10        | 7       | 9           | 58             | 45            | 13      | 27     |
| 7       | Athletic Bilbao     | 26      | 10        | 7       | 9           | 55             | 41            | 14      | 27     |
| 8       | CD Castellón        | 26      | 10        | 6       | 10          | 54             | 63            | -9      | 26     |
| 9       | Espanyol Barcelona  | 26      | 10        | 6       | 10          | 49             | 42            | 7       | 26     |
| 10      | Granada CF          | 26      | 10        | 5       | 11          | 64             | 52            | 12      | 25     |
| 11      | Real Oviedo         | 26      | 8         | 7       | 11          | 42             | 63            | -21     | 23     |
| 12      | FC Barcelona        | 26      | 8         | 3       | 15          | 57             | 66            | -9      | 19     |
| 13      | Hércules CF         | 26      | 6         | 5       | 15          | 42             | 71            | -29     | 17     |
| 14      | Real Sociedad       | 26      | 5         | 2       | 19          | 31             | 77            | -46     | 12     |

## Objaśnienia
- 1. - Valencia CF - mistrz

### Spadek doSegunda División
- 13. - Hércules CF
- 14. - Real Sociedad

### Awans doPrimera División
- Real Betis
- Real Saragossa

### Zdobywca Trofeo Pichichi
- Mundo - Valencia CF - 27 goli.